# WNBA 2010
Die Saison 2010 der Women’s National Basketball Association war die 14. ausgespielte Saison der nordamerikanischen Damen-Basketball-Profiliga. Die reguläre Saison begann am 15. Mai 2010 und endete am 22. August 2010. Drei Tage später starteten die Playoffs, die am 16. September mit den Finals und dem Sieg der Seattle Storm endeten.

## Draft
- Hauptartikel: WNBA Draft 2010

Vor dem WNBA Draft 2010 fand ein Dispersal Draft für die Spielerinnen der Sacramento Monarchs statt. Am 5. November 2009 fand eine Lotterie über die Auswahlreihenfolge der ersten fünf Picks statt. Bei der Lotterie sicherten sich die Minnesota Lynx vor den Sacramento Monarchs. Nachdem die Monarchs den Spielbetrieb einstellten rückten alle Mannschaften einen Platz vor. Am 12. Jänner ging bei einem Tauschgeschäft das Erstrunden Draftrecht der Lynx auf die Connecticut Sun über.
Der Draft fand schließlich am 8. April 2010 statt, bei dem die Sun als ersten Pick die US-amerikanische Tina Charles auswählten. Aufgrund weiterer Transaktionen zwischen den Mannschaften hatten die Lynx das Recht die nächsten beiden Spielerinnen auszuwählen und entschieden sich für Monica Wright und Kelsey Griffin. Insgesamt sicherten sich die 12 Franchises die Rechte an 36 Spielerinnen. Den Hauptanteil mit 30 Spielerinnen stellten die Vereinigten Staaten.

### Top-5-Picks
Abkürzungen: Pos = Position, G = Guard, F = Forward, C = Center

| #  | Spielerin        | Nationalität       | Pos | WNBA-Mannschaft          | College/Profi-Team        |
| -- | ---------------- | ------------------ | --- | ------------------------ | ------------------------- |
| 1. | Tina Charles     | Vereinigte Staaten | C   | Connecticut Sun          | University of Connecticut |
| 2. | Monica Wright    | Vereinigte Staaten | G   | Minnesota Lynx           | University of Virginia    |
| 3. | Kelsey Griffin   | Vereinigte Staaten | F   | Minnesota Lynx           | University of Nebraska    |
| 4. | Epiphanny Prince | Vereinigte Staaten | G   | Chicago Sky              | Rutgers University        |
| 5. | Jayne Appel      | Vereinigte Staaten | C   | San Antonio Silver Stars | Stanford University       |

## Besondere Vorkommnisse

### Sacramento Monarchs beenden Spielbetrieb
Die Liga verkündete am 20. November 2009, dass die Sacramento Monarchs ihren Spielbetrieb einstellen werden. Am 14. Dezember fand für die Spielerinnen der Monarchs ein Dispersal Draft statt. Als erstes wurde Nicole Powell von den New York Liberty ausgewählt, die Minnesota Lynx entschieden sich für Rebekkah Brunson und die Connecticut Sun für DeMya Walker. 4 der 12 Mannschaften verzichteten auf diesen Draft und nahmen somit keine Spielerin von den Monarchs unter Vertrag.

### Werbung in der WNBA
Im April 2010 verkündeten die Storm, dass sie einen längerfristigen Sponsorvertrag mit Microsoft abgeschlossen haben. Dieser Vereinbarung sichert laut Karen Bryant, General Manager der Storm, dem Franchise Einnahmen von über einer Million Dollar. Dieser Sponsorvertrag führt jedoch dazu, dass das Logo der Mannschaft durch das Logo der Suchmaschine Bing ersetzt wird. Zudem wird auch in der KeyArena, der Heimatstädte der Storm, Werbung für die Suchmaschine von Microsoft gemacht. Damit sind die Storm, nach den Phoenix Mercury und den Los Angeles Sparks das dritte Franchise in der WNBA mit einem Hauptsponsor.

## Reguläre Saison

### Modus
Die 12 WNBA-Mannschaften sind in zwei Conferences aufgeteilt, wobei die Eastern Conference und die Western Conference jeweils sechs Mannschaften umfassen. Insgesamt bestreitet jede Mannschaft im Verlauf der regulären Saison 34 Saison-Spiele, davon bestreitet jede Mannschaft die Hälfte der Spiele zu Hause bzw. Auswärts. Innerhalb der eigenen Conference spielen die Mannschaften gegen zwei Mannschaften insgesamt fünf Mal und gegen die restlichen drei Mannschaften vier Mal gegeneinander. Außerdem spielt jede Mannschaft noch zwei weitere Spiele gegen jede Mannschaft aus der anderen Conference.

### Stars at the Sun
Das Stars at the Sun Spiel, das kein offizielles All-Star Game der WNBA darstellt, wurde am 10. Juli 2010 in der Mohegan Sun Arena in Montville, Connecticut ausgetragen. Bei diesem Ereignis kam es zu einem aufeinandertreffen zwischen den Geno Auriemma's USA Basketball Team und einer Auswahl von WNBA All-Stars. Das USA Basketball Team gewann das Spiel deutlich mit 99:72.
| 10. Juli 2010 |                                                                                | Geno Auriemma's USA Basketball Team | 99 – 72                                                         | WNBA All-Stars | Mohegan Sun Arena, Montville, Connecticut Zuschauer: 9.518 Schiedsrichter: * Michael Price - Cameron Inouye - Kurt Walker |
| 10. Juli 2010 | Punkte pro Viertel: 29:19, 20:9, 26:16, 24:28                                  |                                     |                                                                 |                | Mohegan Sun Arena, Montville, Connecticut Zuschauer: 9.518 Schiedsrichter: * Michael Price - Cameron Inouye - Kurt Walker |
| 10. Juli 2010 | Punkte: Fowles (23) Rebounds: Dupree, Fowles, Moore (8) Assists: Pondexter (6) |                                     | Punkte: Douglas (15) Rebounds: Harding (7) Assists: Harding (4) |                | Mohegan Sun Arena, Montville, Connecticut Zuschauer: 9.518 Schiedsrichter: * Michael Price - Cameron Inouye - Kurt Walker |
| 10. Juli 2010 |                                                                                |                                     |                                                                 |                | Mohegan Sun Arena, Montville, Connecticut Zuschauer: 9.518 Schiedsrichter: * Michael Price - Cameron Inouye - Kurt Walker |

### Abschlusstabellen
Erläuterungen:       = Playoff-Qualifikation,       = Conference-Sieger
| Pl | Team               | Sp | S  | N  | %    | GB | Heim | Auswärts |
| -- | ------------------ | -- | -- | -- | ---- | -- | ---- | -------- |
| 1  | Washington Mystics | 34 | 22 | 12 | 64,7 | −  | 13:4 | 9:8      |
| 2  | New York Liberty   | 34 | 22 | 12 | 64,7 | 0  | 13:4 | 9:8      |
| 3  | Indiana Fever      | 34 | 21 | 13 | 61,8 | 1  | 12:5 | 9:8      |
| 4  | Atlanta Dream      | 34 | 19 | 15 | 55,9 | 3  | 10:7 | 9:8      |
| 5  | Connecticut Sun    | 34 | 17 | 17 | 50   | 5  | 12:5 | 5:12     |
| 6  | Chicago Sky        | 34 | 14 | 20 | 41,2 | 8  | 7:10 | 7:10     |

| Pl | Team                     | Sp | S  | N  | %    | GB | Heim | Auswärts |
| -- | ------------------------ | -- | -- | -- | ---- | -- | ---- | -------- |
| 1  | Seattle Storm            | 34 | 28 | 6  | 82,4 | −  | 17:0 | 11:6     |
| 2  | Phoenix Mercury          | 34 | 15 | 19 | 44,1 | 13 | 9:8  | 6:11     |
| 3  | San Antonio Silver Stars | 34 | 14 | 20 | 41,2 | 14 | 8:9  | 6:11     |
| 4  | Los Angeles Sparks       | 34 | 13 | 21 | 38,2 | 15 | 8:9  | 5:12     |
| 5  | Minnesota Lynx           | 34 | 13 | 21 | 38,2 | 15 | 7:10 | 6:11     |
| 6  | Tulsa Shock              | 34 | 6  | 28 | 17,6 | 22 | 4:13 | 2:15     |

## Playoffs

### Modus
Nachdem sich aus jeder Conference die vier Mannschaften qualifiziert haben, starten die im K.-o.-System ausgetragenen Playoffs. Jede Conference spielt in der Folge in den Conference Semifinals (dt. Conference Halbfinale) und im Conference Final (dt. Conference-Finale) ihren Sieger aus, der dann in den Finals antritt. Dabei trifft die auf der Setzliste am höchsten befindliche Mannschaft immer auf die niedrigst gesetzte. Die Serien innerhalb der Conference werden im Best-of-Three-Modus ausgespielt, das heißt, dass ein Team zwei Siege zum Erreichen der nächsten Runde benötigt. Das Finale wird im Best-of-Five-Modus ausgetragen. Die Mannschaft mit der besseren Bilanz hat dabei in allen Duellen immer den Heimvorteil. Bei Spielen, die nach der regulären Spielzeit von 40 Minuten unentschieden bleiben, folgt die Overtime. Die Viertel dauern weiterhin zehn Minuten und es wird so lange gespielt, bis eine Mannschaft nach Ende einer Overtime mehr Punkte als die gegnerische Mannschaft erzielt hat.

### Playoff-Baum
| Conference Semifinals | Conference Semifinals    | Conference Semifinals |    |                  | Conference Finals | Conference Finals | Conference Finals |  |  | WNBA-Finals | WNBA-Finals | WNBA-Finals |
|                       |                          |                       |    |                  |                   |                   |                   |  |  |             |             |             |
| 1                     | Washington Mystics       | 0                     |    |                  |                   |                   |                   |  |  |             |             |             |
| 4                     | Atlanta Dream            | 2                     |    |                  |                   |                   |                   |  |  |             |             |             |
| 4                     | Atlanta Dream            | 2                     | 4  | Atlanta Dream    | 2                 |                   |                   |  |  |             |             |             |
| Eastern Conference    |                          |                       | 4  | Atlanta Dream    | 2                 |                   |                   |  |  |             |             |             |
|                       | 2                        | New York Liberty      | 0  |                  |                   |                   |                   |  |  |             |             |             |
| 2                     | 2                        | New York Liberty      | 0  | New York Liberty | 2                 |                   |                   |  |  |             |             |             |
| 2                     |                          |                       |    | New York Liberty | 2                 |                   |                   |  |  |             |             |             |
| 3                     | Indiana Fever            | 1                     |    |                  |                   |                   |                   |  |  |             |             |             |
| 3                     | Indiana Fever            | 1                     | E4 | Atlanta Dream    | 0                 |                   |                   |  |  |             |             |             |
|                       |                          |                       |    | Atlanta Dream    | 0                 |                   |                   |  |  |             |             |             |
|                       | W1                       | Seattle Storm         | 3  |                  |                   |                   |                   |  |  |             |             |             |
| 1                     | W1                       | Seattle Storm         | 3  | Seattle Storm    | 2                 |                   |                   |  |  |             |             |             |
| 1                     |                          |                       |    | Seattle Storm    | 2                 |                   |                   |  |  |             |             |             |
| 4                     | Los Angeles Sparks       | 0                     |    |                  |                   |                   |                   |  |  |             |             |             |
| 4                     | Los Angeles Sparks       | 0                     | 1  | Seattle Storm    | 2                 |                   |                   |  |  |             |             |             |
| Western Conference    |                          |                       | 1  | Seattle Storm    | 2                 |                   |                   |  |  |             |             |             |
|                       | 3                        | Phoenix Mercury       | 0  |                  |                   |                   |                   |  |  |             |             |             |
| 2                     | 3                        | Phoenix Mercury       | 0  | Phoenix Mercury  | 2                 |                   |                   |  |  |             |             |             |
| 2                     |                          |                       |    | Phoenix Mercury  | 2                 |                   |                   |  |  |             |             |             |
| 3                     | San Antonio Silver Stars | 0                     |    |                  |                   |                   |                   |  |  |             |             |             |

### Conference Semifinals (Runde 1)

#### Eastern Conference
| Washington Mystics (1) – Atlanta Dream (4) | Washington Mystics (1) – Atlanta Dream (4) | Washington Mystics (1) – Atlanta Dream (4) | Washington Mystics (1) – Atlanta Dream (4) | Washington Mystics (1) – Atlanta Dream (4) | Washington Mystics (1) – Atlanta Dream (4) | Washington Mystics (1) – Atlanta Dream (4) |
| Datum                                      | Auswärtsteam                               | Auswärtsteam                               | Heimteam                                   | Heimteam                                   | Bem.                                       |                                            |
| ------------------------------------------ | ------------------------------------------ | ------------------------------------------ | ------------------------------------------ | ------------------------------------------ | ------------------------------------------ | ------------------------------------------ |
| 25. August                                 | Atlanta                                    | 95                                         | 90                                         | Washington                                 |                                            |                                            |
| 27. August                                 | Washington                                 | 77                                         | 101                                        | Atlanta                                    |                                            |                                            |
| Atlanta gewinnt die Serie mit 2:0.         |                                            |                                            |                                            |                                            |                                            |                                            |

In der regulären Saison trafen die Washington Mystics vier Mal auf die Atlanta Dream, wobei die Mystics die letzten drei Spiele für sich entscheiden konnte. Das letzte Duell zwischen den beiden fand gar erst drei Tage vor den Playoffs statt. Die Mystics setzten sich dabei klar mit 90:81 durch, wodurch die Mystics als Favorit für den Aufstieg galten.
Im ersten Spiel der Serie genügte den Dream ein außerordentlich starke erste Hälfte um den Grundstein für den Auswärtssieg zu legen. Die Dream erzielten in der ersten Hälfte 48 Punkte, was einen Saisonnegativrekord für die Mystics darstellte. Die Mystics konnten in weiterer Folge den Halbzeitrückstand in der Höhe von 15 Punkten nicht mehr aufholen, wodurch das zweite Spiel der Serie bereits ein Endspiel für den Eastern Conference Sieger darstellte.
Das zweite Spiel verlief ähnlich wie das erste. Nachdem die Mystics nach dem ersten Viertel knapp führten kassierten sie wie bereits im ersten Spiel einen herben Dämpfer im zweiten Viertel – die Dream erzielten 33 Punkte und ließen nur 7 Punkte zu. Den hohen Rückstand zur Halbzeit konnten die Mystics auch dieses Mal nicht aufholen, wodurch auch das zweite Spiel und in weiterer Folge die gesamte Serie verloren ging.
Herausragendste Spielerin der Serie mit 28 Punkten im ersten und 21 Punkte im zweiten Spiel war Angel McCoughtry von den Atlanta Dream.
| New York Liberty (2) – Indiana Fever (3) | New York Liberty (2) – Indiana Fever (3) | New York Liberty (2) – Indiana Fever (3) | New York Liberty (2) – Indiana Fever (3) | New York Liberty (2) – Indiana Fever (3) | New York Liberty (2) – Indiana Fever (3) | New York Liberty (2) – Indiana Fever (3) |
| Datum                                    | Auswärtsteam                             | Auswärtsteam                             | Heimteam                                 | Heimteam                                 | Bem.                                     |                                          |
| ---------------------------------------- | ---------------------------------------- | ---------------------------------------- | ---------------------------------------- | ---------------------------------------- | ---------------------------------------- | ---------------------------------------- |
| 26. August                               | Indiana                                  | 73                                       | 85                                       | New York                                 |                                          |                                          |
| 29. August                               | New York                                 | 67                                       | 75                                       | Indiana                                  |                                          |                                          |
| 1. August                                | Indiana                                  | 74                                       | 77                                       | New York                                 |                                          |                                          |
| New York gewinnt die Serie mit 2:1.      |                                          |                                          |                                          |                                          |                                          |                                          |

Das Duell zwischen dem Vorjahresfinalisten aus Indiana und den New York Liberty stellte die engste Serie der gesamten Playoffs dar. Beide Mannschaften beendeten die Saison mit fast derselben Bilanz und auch in den vier Spielen in der regulären Saison konnte jede Mannschaft jeweils ein Heim- und Auswärtsspiel für sich entscheiden.
Das erste Spiel konnten die Liberty mit einer soliden mannschaftlichen Leistung mit einem 12-Punkte Vorsprung für sich entscheiden. Herausragendste Spielerin des ersten Spiels dieser Serie war Cappie Pondexter mit 28 Punkten.
Am 29. August fand das einzige Spiel der Serie in Indiana statt, welches die Fever mit einer starken defensiven Leistung gewinnen konnten.
Das dritte Spiel der Serie stellte auch das engste dar. Die Führung wechselte in diesem Spiel ganze sieben Mal, außerdem stand es sieben Mal unentschieden. Nichtsdestotrotz konnten die Liberty mit einem guten letzten Viertel das Spiel und die Serie für sich entscheiden. Wie bereits im ersten Spiel war die herausragendste Spielerin Cappie Pondexter, die dieses Mal 30 Punkte erzielte und somit für fast die Hälfte der Punkte der Liberty verantwortlich war.

#### Western Conference
| Seattle Storm (1) – Los Angeles Sparks (4) | Seattle Storm (1) – Los Angeles Sparks (4) | Seattle Storm (1) – Los Angeles Sparks (4) | Seattle Storm (1) – Los Angeles Sparks (4) | Seattle Storm (1) – Los Angeles Sparks (4) | Seattle Storm (1) – Los Angeles Sparks (4) | Seattle Storm (1) – Los Angeles Sparks (4) |
| Datum                                      | Auswärtsteam                               | Auswärtsteam                               | Heimteam                                   | Heimteam                                   | Bem.                                       |                                            |
| ------------------------------------------ | ------------------------------------------ | ------------------------------------------ | ------------------------------------------ | ------------------------------------------ | ------------------------------------------ | ------------------------------------------ |
| 25. August                                 | Los Angeles Sparks                         | 66                                         | 79                                         | Seattle                                    |                                            |                                            |
| 28. August                                 | Seattle                                    | 81                                         | 66                                         | Los Angeles Sparks                         |                                            |                                            |
| Seattle gewinnt die Serie mit 2:0.         |                                            |                                            |                                            |                                            |                                            |                                            |

Die Seattle Storm gingen gegen die Los Angeles Sparks als klarer Favorit in diese Serie. Die Storm konnten die reguläre Saison nicht nur mit Abstand als bestes Team beenden, sondern gewannen auch alle fünf Spiele in der regulären Saison gegen die Sparks.
Die Sparks waren gegen die Storm ohne ihren Star-Forward Candace Parker komplett chancenlos und konnten in der gesamten Serie nur in einem einzigen Viertel mehr Punkte als die Storm erzielen. Die Storm schafften mit diesem Erfolg erstmals den Einzug in das Western-Conference-Finale seit dem Gewinn der WNBA-Meisterschaft im Jahre 2004. In den letzten fünf Jahren waren die Sparks jedes Mal in der ersten Runde der Playoffs ausgeschieden (drei Mal davon gegen die Sparks).
| Phoenix Mercury (2) – San Antonio Silver Stars (3) | Phoenix Mercury (2) – San Antonio Silver Stars (3) | Phoenix Mercury (2) – San Antonio Silver Stars (3) | Phoenix Mercury (2) – San Antonio Silver Stars (3) | Phoenix Mercury (2) – San Antonio Silver Stars (3) | Phoenix Mercury (2) – San Antonio Silver Stars (3) | Phoenix Mercury (2) – San Antonio Silver Stars (3) |
| Datum                                              | Auswärtsteam                                       | Auswärtsteam                                       | Heimteam                                           | Heimteam                                           | Bem.                                               |                                                    |
| -------------------------------------------------- | -------------------------------------------------- | -------------------------------------------------- | -------------------------------------------------- | -------------------------------------------------- | -------------------------------------------------- | -------------------------------------------------- |
| 26. August                                         | San Antonio                                        | 93                                                 | 106                                                | Phoenix                                            |                                                    |                                                    |
| 28. August                                         | Phoenix                                            | 92                                                 | 73                                                 | San Antonio                                        |                                                    |                                                    |
| Phoenix gewinnt die Serie mit 2:0.                 |                                                    |                                                    |                                                    |                                                    |                                                    |                                                    |

Dieses Playoff-Duell gab es bereits in der vergangenen Saison, welches die Phoenix Mercury für sich entscheiden konnten. Die reguläre Saison beendeten beide Mannschaften mit einer ähnlichen Bilanz und auch in den direkten Duellen konnten die Mercury und Silver Stars jeweils zwei Spiele für sich entscheiden. Somit gab es vom Papier her keinen eindeutigen Favoriten.
Die Silver Stars, angeführt von Becky Hammon, waren gegen eine überragend spielende Candice Dupree chancenlos. Dupree beendete das erste Spiel mit 32 Punkten und 8 Rebounds. Im zweiten Spiel gelang ihr mit 19 Punkten und 11 Rebounds sogar ein Double-double. Des Weiteren gelangen auch Penny Taylor und Diana Taurasi jeweils ein Double-double.

### Conference Finals (Runde 2)

#### Eastern Conference
| New York Liberty (2) – Atlanta Dream (4) | New York Liberty (2) – Atlanta Dream (4) | New York Liberty (2) – Atlanta Dream (4) | New York Liberty (2) – Atlanta Dream (4) | New York Liberty (2) – Atlanta Dream (4) | New York Liberty (2) – Atlanta Dream (4) | New York Liberty (2) – Atlanta Dream (4) |
| Datum                                    | Auswärtsteam                             | Auswärtsteam                             | Heimteam                                 | Heimteam                                 | Bem.                                     |                                          |
| ---------------------------------------- | ---------------------------------------- | ---------------------------------------- | ---------------------------------------- | ---------------------------------------- | ---------------------------------------- | ---------------------------------------- |
| 5. September                             | Atlanta                                  | 81                                       | 75                                       | New York                                 |                                          |                                          |
| 7. September                             | Detroit                                  | 93                                       | 105                                      | Atlanta                                  |                                          |                                          |
| Atlanta gewinnt die Serie mit 2:0.       |                                          |                                          |                                          |                                          |                                          |                                          |

Die New York Liberty gingen aufgrund des Heimrechts als leichter Favorit in das Duell gegen die Atlanta Dream. Beide Mannschaften konnten in der regulären Saison jeweils zwei Spiele für sich entscheiden können.
Das erste Spiel fand in New York statt und war über weite Strecke sehr ausgeglichen. Nach dem dritten Viertel stand es gar 56:56. Auch im vierten Viertel trennten die beiden Mannschaften meist nie mehr als vier Punkte. 55 Sekunden vor Ende stand es sogar noch 74:74. Die Dream setzten sich schließlich aufgrund einer guten defensiven Leistung (ein Block und ein Steal) mit 81:75 durch.
Auch das zweite Spiel verlief sehr ausgeglichen. Nach dem dritten Viertel stand es 73:73, wodurch beide Mannschaften wie im ersten Spiel mit einem Unentschieden in das vierte Viertel gingen. Eine herausragende Leistung von Angel McCoughtry im letzten Viertel (12 von 42 Punkten erzielte sie im letzten Viertel) reichte den Dream zum Sieg über die Liberty. Herausragendste Spielerin auf Seiten der Liberty war Cappie Pondexter die das Spiel mit 36 Punkten und 9 Assists beendete.

#### Western Conference
| Seattle Storm (1) – Phoenix Mercury (2) | Seattle Storm (1) – Phoenix Mercury (2) | Seattle Storm (1) – Phoenix Mercury (2) | Seattle Storm (1) – Phoenix Mercury (2) | Seattle Storm (1) – Phoenix Mercury (2) | Seattle Storm (1) – Phoenix Mercury (2) | Seattle Storm (1) – Phoenix Mercury (2) |
| Datum                                   | Auswärtsteam                            | Auswärtsteam                            | Heimteam                                | Heimteam                                | Bem.                                    |                                         |
| --------------------------------------- | --------------------------------------- | --------------------------------------- | --------------------------------------- | --------------------------------------- | --------------------------------------- | --------------------------------------- |
| 2. September                            | Phoenix                                 | 74                                      | 82                                      | Seattle                                 |                                         |                                         |
| 5. September                            | Seattle                                 | 91                                      | 82                                      | Phoenix                                 |                                         |                                         |
| Seattle gewinnt die Serie mit 2:0.      |                                         |                                         |                                         |                                         |                                         |                                         |

In den Western Conference Finals trafen die Seattle Storm auf die Phoenix Mercury. Die Storm konnten alle Spiele in der regulären Saison gegen die Mercury für sich entscheiden, weshalb sie als klarer Favorit in dieses Duell gingen.
Die Storm starteten sehr gut in die Serie und bestimmten von der ersten Minute weg das geschehen. Zur Halbzeit führten die Storm bereits 47:33. In der zweiten Hälfte konnten die Mercury zwar in beiden Viertel mehr Punkte als die Storm erzielen, jedoch war der Rückstand bereits zu groß, wodurch das erste Spiel relativ klar mit 82:74 an die Storm ging. Herausragendste Spielerin war Lauren Jackson mit 23 Punkten und 17 Rebounds.
Im zweiten Spiel entgingen die Storm mit einem starken Endspurt gerade noch einer Niederlage. Die Mercury führten 3:21 Minuten vor Ende mit 88:76 und sahren bereits als der sichere Sieger aus. Doch ab diesem Moment ließen die Storm keinen einzigen Punkt mehr zu und verwerteten darauf den Großteil ihrer Würfe. 2,8 Sekunden vor Ende des Spieles verwertete Sue Bird einen 3-Punkte-Wurf und sicherte damit den Storm den Einzug in die Finals.

### Finals (Runde 3)
| Seattle Storm (W1) – Atlanta Dream (E4)                                         | Seattle Storm (W1) – Atlanta Dream (E4) | Seattle Storm (W1) – Atlanta Dream (E4) | Seattle Storm (W1) – Atlanta Dream (E4) | Seattle Storm (W1) – Atlanta Dream (E4) | Seattle Storm (W1) – Atlanta Dream (E4) | Seattle Storm (W1) – Atlanta Dream (E4) |
| Datum                                                                           | Auswärtsteam                            | Auswärtsteam                            | Heimteam                                | Heimteam                                | Bem.                                    |                                         |
| ------------------------------------------------------------------------------- | --------------------------------------- | --------------------------------------- | --------------------------------------- | --------------------------------------- | --------------------------------------- | --------------------------------------- |
| 12. September                                                                   | Atlanta                                 | 77                                      | 79                                      | Seattle                                 |                                         |                                         |
| 14. September                                                                   | Atlanta                                 | 84                                      | 87                                      | Seattle                                 |                                         |                                         |
| 16. September                                                                   | Seattle                                 | 87                                      | 84                                      | Atlanta                                 |                                         |                                         |
| Seattle gewinnt die Serie mit 3:0. Lauren Jackson wurde zum Finals-MVP ernannt. |                                         |                                         |                                         |                                         |                                         |                                         |

In den Finals trafen die Seattle Storm auf die Atlanta Dream. Während die Storm bereits 2004 den Einzug in die Finals schafften, schafften die Dream zum ersten Mal in ihrer Geschichte den Sprung in die Finals. Aufgrund der besseren Abschlussbilanz in der regulären Saison sicherten sich die Storm den Heimvorteil. In der regulären Saison trafen die Storm zwei Mal auf die Dream und konnten dabei beide Duelle gewinnen.
Das erste Spiel war sehr ausgeglichen. Die Führung wechselte neun Mal und elf Mal stand es Unentschieden zwischen den beiden Mannschaften. Auf beiden Seiten spielten gleich mehrere Spielerinnen ein sehr starkes Spiel. Das Spiel wurde schließlich in der letzten Sekunde durch einen Sprungwurf von Sue Bird entschieden.
Auch das zweite Spiel war ähnlich wie das erste über weite Strecken sehr ausgeglichen. Dies spiegeln auch die zwölf Führungswechsel im Laufe des Spiels wider. Nach drei Viertel waren die Dream nur vier Punkte hinter den Storm und kamen durch einen erfolgreichen Sprungwurf von Iziane Castro Marques auf zwei Punkte heran. Doch danach konnten sich die Storm langsam aber doch etwas absetzen. In der Schlussphase arbeiten sich die Dream wieder etwas näher an die Storm heran, doch zu diesem Zeitpunkt war der Vorsprung bereits zu groß, wodurch die Storm auch das zweite Spiel gewannen.
Im dritten Spiel standen die Dream bereits mit dem Rücken zur Wand. Auch das dritte Spiel war lange Zeit sehr ausgeglichen. Kurz vor Ende des dritten Viertel trennten die beiden Mannschaften nur zwei Punkte, doch in den letzten 70 Sekunden erzielte Lauren Jackson fünf Punkte in Folge, wodurch die Storm mit einem Sieben-Punkte-Vorsprung ins letzte Viertel gingen. Im letzten Viertel verwalteten die Storm den Vorsprung souverän und bauten diesen zwischenzeitlich sogar auf zwölf Punkte aus. Im "Finsh" kamen die Dream mit einem Lauf doch noch einmal auf einen Punkt heran. Zu diesem Zeitpunkt waren nur mehr knapp sieben Sekunden zu spielen. Daraufhin foulte Angel McCoughtry Camille Little die somit zwei Freiwürfe hatte. Little verwandelte diese, wodurch den Dream noch knapp sechs Sekunden blieb, um mit einem 3-Punkte-Wurf das Spiel in die Overtime zu schicken. Der finale Spielzug lief über McCoughtry, die bis dahin 35 Punkte erzielte. McCoughtry scheiterte mit ihrem Versuch von der 3-Punkte-Linie, wodurch die Storm erstmals seit 2004 die WNBA-Meisterschaft gewinnen konnten.
Lauren Jackson wurde zum Finals MVP ernannt.

#### Spiel 1
| 12. September | Zusammenfassung | Atlanta Dream 77, Seattle Storm 79                                  | Atlanta Dream 77, Seattle Storm 79 | Atlanta Dream 77, Seattle Storm 79                     | KeyArena, Seattle Zuschauer: 15.084 Schiedsrichter: * Daryl Humphrey - Denise Brooks - Michael Price |
| 12. September | Zusammenfassung | Punkte pro Viertel: 17-22, 22-17, 14-20, 24-20                      |                                    |                                                        | KeyArena, Seattle Zuschauer: 15.084 Schiedsrichter: * Daryl Humphrey - Denise Brooks - Michael Price |
| 12. September | Zusammenfassung | Punkte: McCoughtry, Marques 19 Rebounds: Lyttle 14 Assists: Price 3 |                                    | Punkte: Jackson 26 Rebounds: Little 11 Assists: Bird 8 | KeyArena, Seattle Zuschauer: 15.084 Schiedsrichter: * Daryl Humphrey - Denise Brooks - Michael Price |
| 12. September | Zusammenfassung |                                                                     |                                    |                                                        | KeyArena, Seattle Zuschauer: 15.084 Schiedsrichter: * Daryl Humphrey - Denise Brooks - Michael Price |

#### Spiel 2
| 14. September | Zusammenfassung | Atlanta Dream 84, Seattle Storm 87                                      | Atlanta Dream 84, Seattle Storm 87 | Atlanta Dream 84, Seattle Storm 87                    | KeyArena, Seattle Zuschauer: 13.898 Schiedsrichter: * Eric Brewton - Cameron Inouye - Scott Twardoski |
| 14. September | Zusammenfassung | Punkte pro Viertel: 21-19, 26-30, 18-20, 19-18                          |                                    |                                                       | KeyArena, Seattle Zuschauer: 13.898 Schiedsrichter: * Eric Brewton - Cameron Inouye - Scott Twardoski |
| 14. September | Zusammenfassung | Punkte: McCoughtry, Marques 21 Rebounds: McCoughtry 9 Assists: Miller 8 |                                    | Punkte: Jackson 26 Rebounds: Little 9 Assists: Bird 5 | KeyArena, Seattle Zuschauer: 13.898 Schiedsrichter: * Eric Brewton - Cameron Inouye - Scott Twardoski |
| 14. September | Zusammenfassung |                                                                         |                                    |                                                       | KeyArena, Seattle Zuschauer: 13.898 Schiedsrichter: * Eric Brewton - Cameron Inouye - Scott Twardoski |

#### Spiel 3
| 16. September | Zusammenfassung | Seattle Storm 87, Atlanta Dream 87                  | Seattle Storm 87, Atlanta Dream 87 | Seattle Storm 87, Atlanta Dream 87                            | Philips Arena, Atlanta Zuschauer: 10.522 Schiedsrichter: * Sue Blauch - Lamont Simpson - Kurt Walker |
| 16. September | Zusammenfassung | Punkte pro Viertel: 28-24, 15-20, 24-16, 20-24      |                                    |                                                               | Philips Arena, Atlanta Zuschauer: 10.522 Schiedsrichter: * Sue Blauch - Lamont Simpson - Kurt Walker |
| 16. September | Zusammenfassung | Punkte: Cash 18 Rebounds: Jackson 9 Assists: Bird 7 |                                    | Punkte: McCoughtry 35 Rebounds: de Souza 14 Assists: Miller 5 | Philips Arena, Atlanta Zuschauer: 10.522 Schiedsrichter: * Sue Blauch - Lamont Simpson - Kurt Walker |
| 16. September | Zusammenfassung |                                                     |                                    |                                                               | Philips Arena, Atlanta Zuschauer: 10.522 Schiedsrichter: * Sue Blauch - Lamont Simpson - Kurt Walker |

### WNBA Meistermannschaft
(Teilnahme an mindestens einem Playoff-Spiel)
| WNBA-Meister Seattle Storm | Guards: Sue Bird, Alison Lacey, Tanisha Wright Guard-Forwards: Swetlana Abrossimowa Forwards: Swin Cash, Camille Little, Jana Veselá, Le'coe Willingham Forward-Centers: Lauren Jackson (Finals MVP) Center: Ashley Robinson Cheftrainer: Brian Agler General Manager: Karen Bryant |

## WNBA Awards und vergebene Trophäen
| Auszeichnung                            | Spielerin        | Mannschaft         | Bemerkung               |
| --------------------------------------- | ---------------- | ------------------ | ----------------------- |
| WNBA Finals MVP Award                   | Lauren Jackson   | Seattle Storm      | –                       |
| WNBA Most Valuable Player Award         | Lauren Jackson   | Seattle Storm      | 323 von 1.002 Stimmen   |
| WNBA Defensive Player of the Year Award | Tamika Catchings | Indiana Fever      | 30 von 39 Stimmen       |
| WNBA Most Improved Player Award         | Leilani Mitchell | New York Liberty   | 29 von 39 Stimmen       |
| WNBA Peak Performer (Punkte)            | Diana Taurasi    | Phoenix Mercury    | 22,3 Punkte pro Spiel   |
| WNBA Peak Performer (Rebounds)          | Tina Charles     | Connecticut Sun    | 11,7 Rebounds pro Spiel |
| WNBA Peak Performer (Assists)           | Ticha Penicheiro | Los Angeles Sparks | 6,9 Assists pro Spiel   |
| WNBA Rookie of the Year Award           | Tina Charles     | Connecticut Sun    | 39 von 39 Stimmen       |
| WNBA Sixth Woman of the Year Award      | DeWanna Bonner   | Phoenix Mercury    | 16 von 39 Stimmen       |
| Kim Perrot Sportsmanship Award          | Tamika Catchings | Indiana Fever      | 10 von 38 Stimmen       |
| WNBA Coach of the Year Award            | Brian Agler      | Seattle Storm      | 17 von 39 Stimmen       |

### All-WNBA Teams
| All-WNBA First Team |                                        |
| Guards:             | (NYL) Cappie Pondexter – Diana Taurasi |
| Forwards:           | Lauren Jackson – Tamika Catchings      |
| Center:             | Sylvia Fowles                          |

| All-WNBA Second Team |                                      |
| Guards:              | Sue Bird – Katie Douglas             |
| Forwards:            | Crystal Langhorne – Angel McCoughtry |
| Center:              | Tina Charles                         |

### All-Rookie Team
| All-Rookie Team                                                                            |
| Epiphanny Prince – (NYL) Kalana Greene – (MIN) Monica Wright Kelsey Griffin – Tina Charles |

### All-Defensive Team
| All-Defensive First Team |                                         |
| Guards:                  | Tanisha Wright – (NYL) Cappie Pondexter |
| Forwards:                | Tamika Catchings – Angel McCoughtry     |
| Center:                  | Sylvia Fowles                           |

| All-Defensive Second Team |                                                   |
| Guards:                   | Lindsey Harding – Tully Bevilaqua – Katie Douglas |
| Forwards:                 | Lauren Jackson – (MIN) Rebekkah Brunson           |
| Center:                   | Sancho Lyttle                                     |